# Neal Hefti
Neal Hefti (29. oktober 1922 i Hastings, Nebraska – 11. oktober 2008), var en amerikansk jazztrompetist, komponist og musikarrangør. 
Som trompetist arbejdede Hefti blandt andre sammen med Charlie Barnet og Woody Herman. Han havde sin storhedstid som komponist og arrangør i 1950'erne og komponerede blandt andet flere kendte numre til Count Basie. Senere i karrieren koncentrerede han sig om at skrive filmmusik. 